# Epirinus davisi
Epirinus davisi là một loài bọ cánh cứng trong họ Bọ hung (Scarabaeidae).